# Bátorfi Csilla

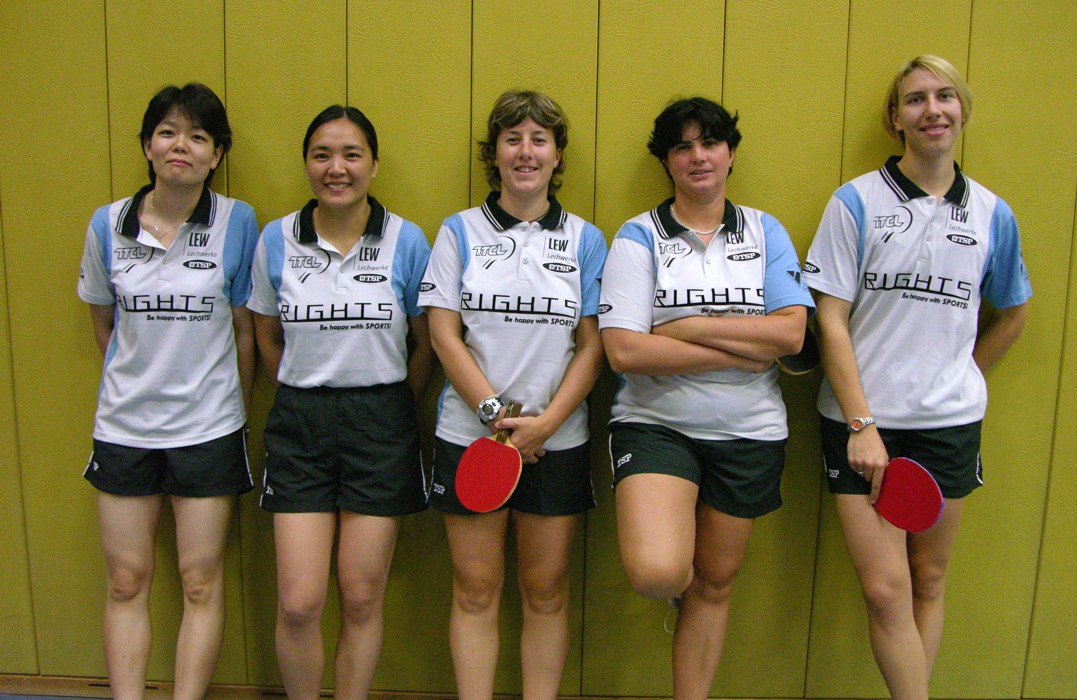
Bátorfi Csilla 2006-ban a TTC Langweid csapatában (jobbról a második)

Bátorfi Csilla (Szombathely, 1969. március 3. –) magyar asztaliteniszezőnő. Több olimpián (az 1988-ason, az 1992-esen, az 1996-oson, a 2000-esen és a 2004-esen) is részt vett. Versenyzői pályafutását 2007-ben fejezte be.
Az olasz női asztalitenisz válogatott szövetségi kapitánya.

## Kiemelkedő eredményei

### Egyes
- Európa-bajnok (1986)
- Eb-3. (2002)

### Páros
- Olimpiai 4. (2000)
- Vb-3. (1995)
- Európa-bajnok (1988, 1990, 1994, 2000)
- Eb-2. (1992, 2003)

### Csapat
- Vb-3. (1987, 1989, 1991)
- Európa-bajnok (1986, 1990, 2000)
- Eb-3. (2002, 2003)

### Vegyespáros
- Európa-bajnok (1994)

### Európa TOP-12
- Bajnok (1987, 1992, 2001)

## Díjai, elismerései
- Az év magyar ifjúsági sportolója (1986)[1]
- Az év magyar asztaliteniszezője (1986–1989, 1991–1994, 1997, 1999–2001)
- Az európai asztalitenisz hírességek csarnokának tagja (2015)[2]